# Inami (Hyōgo)
Inami (稲美町 Inami-chō?) es un pueblo localizado en la prefectura de Hyōgo, Japón. En junio de 2019 tenía una población estimada de 30.424 habitantes y una densidad de población de 871 personas por km². Su área total es de 34,92 km².

## Geografía

### Localidades circundantes
- Prefectura de Hyōgo
  - Kōbe
  - Akashi
  - Kakogawa
  - Miki

## Demografía
Según datos del censo japonés, la población de Inami se ha mantenido estable en los últimos años.
| Año del censo | Población |
| ------------- | --------- |
| 1995          | 31.377    |
| 2000          | 32.054    |
| 2005          | 31.944    |
| 2010          | 31.026    |
| 2015          | 31.020    |